# Juri Michailowitsch Lotman

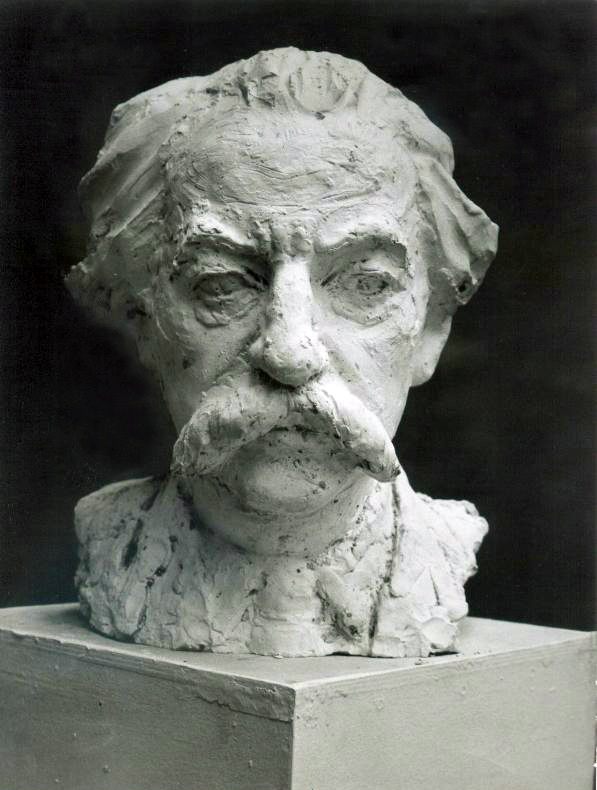
Skulptur von Juri Michailowitsch Lotman, 1980

Juri Michailowitsch Lotman (russisch Юрий Михайлович Лотман, wiss. Transliteration Jurij Michajlovič Lotman; * 28. Februar 1922 in Petrograd; † 28. Oktober 1993 in Tartu, Estland) war ein russisch-jüdischer Literaturwissenschaftler und Semiotiker. Lotman, der sich zunächst auf die russische Literatur des 19. Jahrhunderts spezialisierte, war Mitbegründer der Tartu-Moskauer Schule der Semiotik (russisch московско-тартуская семиотическая школа). Ausgehend vom Russischen Formalismus entwickelte Lotman eine kulturwissenschaftlich orientierte Semiotik. Er prägte den Begriff Semiosphäre. Er fasste Kultur als Hierarchie der Zeichensysteme auf und leistete einen entscheidenden Beitrag zur semiotischen Kulturtheorie. 1977 wurde er zum korrespondierenden Mitglied der British Academy gewählt.
Lotman war mit der Literaturwissenschaftlerin Sara Minz verheiratet. Der Literaturwissenschaftler Mihhail Lotman (* 1952), der Künstler Grigori Lotman (* 1953) und der Biologe Aleksei Lotman (* 1960) sind seine Söhne.

## Semiotisches Raummodell nach Juri M. Lotman
Einen noch heute für die Literaturwissenschaft interessanten Ansatz der Erzähltheorie entwickelte Lotman im Rahmen seiner Publikation Die Struktur literarischer Texte. Die Literatur (wie auch die Kunst allgemein) stellt für Lotman ein sekundäres modellierendes Zeichensystem dar, dessen Abgrenzung zur natürlichen Sprache sich in der poetischen Sprache manifestiert. Die literarischen Welten sind nie detailgetreue Abbilder außerliterarischer Realitäten, sondern zeitlich und kulturell variabel. Im Gegensatz zu anderen theoretischen Entwürfen auf dem Gebiet der Erzählforschung steht bei Lotman jedoch nicht die zeitliche Struktur der Erzählung im Vordergrund, sondern die räumliche Organisation erzählender Texte. In seinem Modell geht Lotman von der binären Opposition zwischen zwei Teilräumen aus, die neben konkreter topographischer (Stadt vs. Land) auch abstrakt-topologischer (oben vs. unten) und vor allem semantischer Natur (gut vs. böse) sein können. Das Modell trägt auch der Tatsache Rechnung, dass der Zeitfaktor die Verflechtungen und Abgrenzungen in der postmodernen Periode nicht mehr abzubilden vermag. Das strukturalistisch-semiotische Raummodell Lotmans hat sich wegen seiner einfachen Methodik als praktikables Verfahren für die Erzählanalyse erwiesen und wurde durch Martínez/Scheffel im deutschsprachigen Raum popularisiert.
Das Modell, das durch die Betonung der Raumsymbolik die Bedeutung der Kulturanthropologie für die Literaturwissenschaft relativiert, wurde von Karl Nikolaus Renner mengentheoretisch umformuliert. Damit wurde es praktikabel für die Analyse von Literatur, Filmen und anderen Kunstwerken und in der Folge breit in der semiotischen Literatur- und Kulturwissenschaft rezipiert (Michael Titzmann, Hans Krah, Münchner und Passauer Schule).

## Sujet
Bei Lotman stehen die Begriffe „Ereignis“ oder „Sujet“ für die zusammenfassende Paraphrase der Handlung. Die globale Struktur der Erzählung soll abgebildet werden, nicht kleinere Abschnitte.
Ein Ereignis ist definiert durch eine Grenzüberschreitung.
Ein Sujet hat drei Elemente:
1. Erstens ein semantisches Feld (= eine erzählte Welt), das in zwei komplementäre Untermengen aufgeteilt ist.
2. Zweitens eine Grenze zwischen den Untermengen, die normalerweise impermeabel ist, in einer sujethaften Erzählung für den Helden aber permeabel ist.
3. Drittes Element des Sujet ist der die Handlung tragende Held.

In sujethaften Texten finden Grenzüberschreitungen statt, in sujetlosen Texten nicht.
Die Teilräume des semantischen Feldes sind auf drei Ebenen Gegensätze festzustellen:
1. Topologisch – z. B. hoch – tief, links – rechts, innen – außen
2. semantisch – die topologischen Unterscheidungen werden mit (häufig wertenden) semantischen Gegensatzpaaren verbunden, gut – böse, vertraut – fremd, natürlich – künstlich
3. topographisch – die semantisch aufgeladene topologische Ordnung wird durch topographische Gegensätze konkretisiert: Berg – Tal, Stadt – Wald, Himmel – Hölle

Für Lotman ist nun diese räumliche Ordnung das organisierende Element, um das herum auch nicht-räumliche Charakteristika aufgebaut werden. Das heißt, dass die Raumgestaltung eine Sprache ist, die die anderen nichträumlichen Relationen des Textes ausdrückt.
Topographische Raumgrenzen werden allerdings erst dann zur klassifikatorischen Grenze, wenn sie zusätzlich topologisch oder semantisch codiert sind. Nur klassifikatorische Überschreitungen gelten als Ereignis.

## Revolutionäre und restitutive Texte
Narrative Texte können revolutionär und restitutiv sein. In revolutionären Texten findet eine Grenzüberschreitung statt. In restitutiven Texten scheitert die Grenzüberschreitung oder wird vollzogen, anschließend aber rückgängig gemacht und somit aufgehoben.
Lotman ist der Meinung, dass jede kulturelle Ordnung der Welt topologisch strukturiert ist. Das bedeutet, dass soziale, religiöse, politische und moralische Modelle über räumliche Vorstellungen konzeptionalisiert werden.
Diese These wird plausibilisiert  durch Forschungsergebnisse der Kognitionspsychologie, die besagen, dass Raumvorstellungen als Gedächtnisstützen fungieren und dass abstrakte Probleme als Raummodelle gedacht werden.
Dies reicht allerdings nicht aus, um zu beweisen, dass Erzähltexte notwendig topologisch strukturiert sein müssen. 

## Semiosphäre
Lotman entwickelte den Begriff Semiosphäre als Analogie zur Biosphäre. Die Semiosphäre wird als ein abgeschlossener Raum gedacht, innerhalb dessen kommunikative Prozesse stattfinden.
Im Rahmen der Kultursemiotik konzipiert Lotman neben dem Sender-Empfänger-Modell der Kommunikation („Ich-Er-Kanal“) als zweites den „Ich-Ich-Kanal“, in dem Sender und Empfänger dieselbe Person sind (Autokommunikation). Die Kultur als eine sog. Kollektivperson gibt Texte an sich selber weiter, wobei jeweils vorrangig der Ich-Er- oder der autokommunikative Ich-Ich-Kanal benutzt werden.
In seinen späteren Arbeiten der 1980er und 1990er Jahre, die seltener übersetzt und in Westeuropa rezipiert wurden, betont Lotman den historischen Charakter der Semiotik und kritisierte den westlichen Strukturalismus, der übersehe, dass die Zeichen und Texte ein kulturelles Gedächtnis in sich tragen.

## Erinnerung

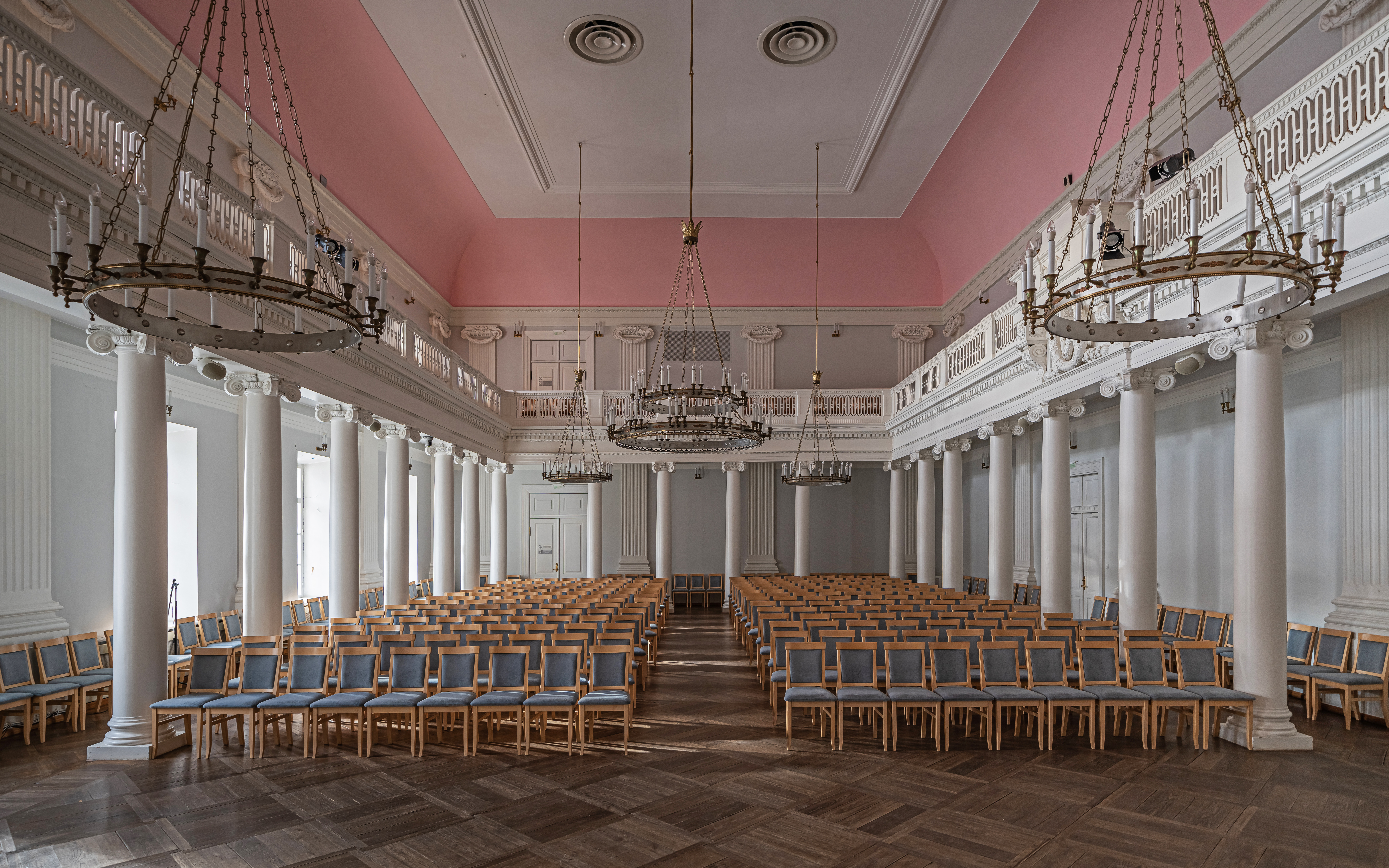
Tartus Aula

Die Universität Tartu ehrte Lotman Ende Februar 2022 mit einer großen Konferenz. Sie endete an seinem 100. Geburtstag mit einem Festakt in der Aula.
Nach ihm ist das Lotman-Institut für russische Kulturstudien (früher: für russische und sowjetische Kultur, später für russische Kultur) an der Ruhr-Universität Bochum benannt.

## Schriften
- Die Struktur literarischer Texte. Fink, München 1972.
- Vorlesungen zu einer strukturalen Poetik. Fink, München 1972.
- Das Problem des künstlerischen Raums in Gogols Prosa. In: Karl Eimermacher (Hrsg.): Aufsätze zur Theorie und Methodologie der Literatur und Kultur. Scriptor, Kronberg (Taunus) 1974, ISBN 3-589-00071-6, S. 200–271.
- Die Analyse des poetischen Textes. Scriptor, Kronberg (Taunus) 1975, ISBN 3-589-20016-2.
- Probleme der Kinoästhetik. Einführung in die Semiotik des Films. Syndikat, Frankfurt am Main 1977, ISBN 3-8108-0046-5.
- Kunst als Sprache. Untersuchungen zum Zeichencharakter von Literatur und Kunst. Verlag Philipp Reclam jun., Leipzig 1981.
- Über die Semiosphäre. In: Zeitschrift für Semiotik 12.4 (1990), S. 287–305.
- Die Innenwelt des Denkens: Eine semiotische Theorie der Kultur. Aus dem Russischen übersetzt von Gabriele Leupold und Olga Radetzkaja. Suhrkamp, Berlin 2010, ISBN 978-3-518-29544-1.
- Kultur und Explosion. Suhrkamp, Berlin 2010, ISBN 978-3-518-29496-3.

## Literatur

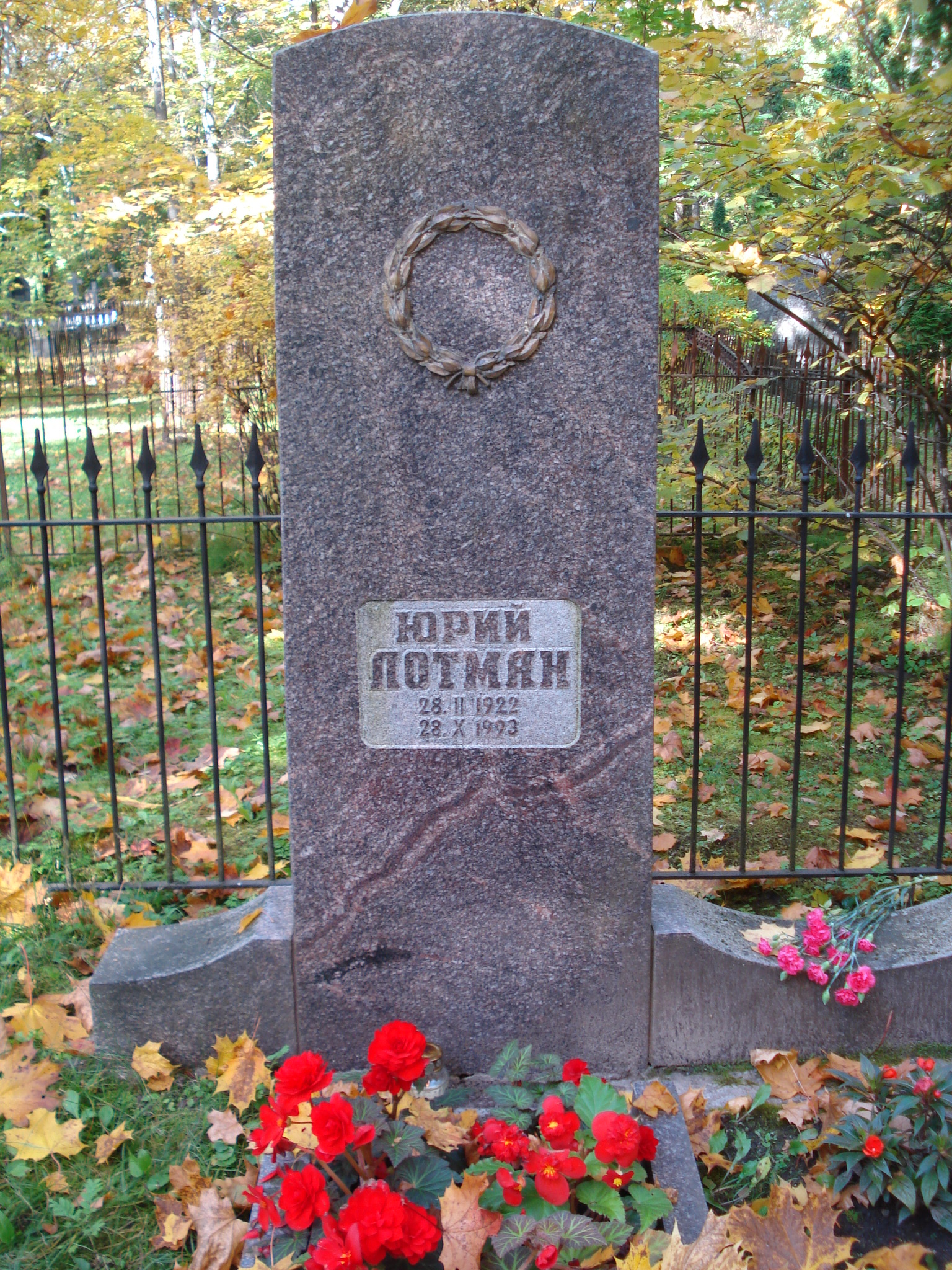
Lotmans Grab in Tartu